# Амазон червонохвостий
Амазон червонохвостий (Amazona brasiliensis) — птах родини папугові. Деякий час розглядався як підвид синьощокого амазона. Зустрічається в Бразилії.

## Зовнішній вигляд

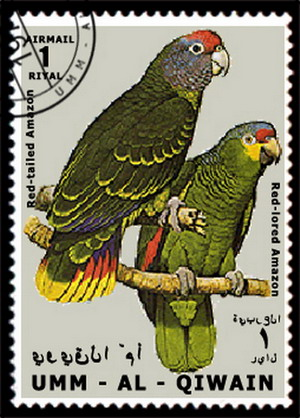
Амазон червонохвостий (ліворуч) на марці Умм-ель-Кайвайну. Праворуч зображений Амазон жовтощокий

Довжина тіла 46 см, хвоста 11 см. Основне забарвлення зелене, на голові — з фіолетово-блакитним відтінком. На верхній частині голови є пляма оранжево-жовтого кольору, на крилах жовтогаряче «дзеркальце». Лоб, вуздечка й краї крил червоні. Основа хвоста малинова, закінчується жовтою облямівкою. Дзьоб коричнево-рожевий. Райдужка жовтогаряча.

## Розповсюдження
Живе на південному-сході Бразилії від Сан-Паулу до Санта-Катаріни.

## Спосіб життя
Населяє тропічні сельви, мангрові зарості. Живиться переважно плодами Callophyllum brasiliense, Syagus romanzoffianum і Psidium cattleyanum.

## Загрози й охорона
Дуже рідкісний вид. Через вирубку лісів і незаконного вилову, перебуває під загрозою зникнення. До кінця 20 століття популяція нараховувала близько 3000 особин.